# Ulochlaena datina
Ulochlaena datina là một loài bướm đêm trong họ Noctuidae.